# Гелена Олссон
Гелена Олссон (швед. Helena Olsson; нар. 4 січня 1965) — колишня шведська тенісистка.
Найвища одиночна позиція світового рейтингу — 364 місце досягла 15 березня 1987, парна — 239 місце — 16 лютого 1987 року. Здобула 4 парні титули туру ITF. Завершила кар'єру 1984 року.

## Фінали ITF

### Одиночний розряд (0–2)
| Результат | Ранг | Дата             | Турнір                   | Покриття | Суперниця          | Рахунок       |
| --------- | ---- | ---------------- | ------------------------ | -------- | ------------------ | ------------- |
| Поразка   | 1.   | 4 листопада 1984 | Сідней, Австралія        | Трава    | Діанне Фромгольтц  | 1-6, 6-3, 1-6 |
| Поразка   | 2.   | 27 квітня 1986   | Гатфілд, Велика Британія | Ґрунт    | Паскаль Етшеменеді | 3–6, 5–7      |

### Парний розряд (4–2)
| Результат | Ранг | Дата           | Турнір                   | Покриття | Партнерка        | Суперниці                     | Рахунок       |
| --------- | ---- | -------------- | ------------------------ | -------- | ---------------- | ----------------------------- | ------------- |
| Поразка   | 1.   | 18 липня 1982  | Бостад, Швеція           | Ґрунт    | Міріам Шропп     | Керін Г'юбнер Ева Рожавельдьї | 2–6, 5–7      |
| Перемога  | 2.   | 4 квітня 1983  | Казерта, Італія          | Ґрунт    | Тіна Шоєр-Ларсен | Анна Луале Леа Піхова         | 6–2, 6–3      |
| Перемога  | 3.   | 15 липня 1984  | Бостад, Швеція           | Ґрунт    | Карін Андергольм | Елена Герра Даніела Мойсе     | 1-6, 7-6, 6-0 |
| Перемога  | 4.   | 8 жовтня 1984  | Вайонг, Австралія        | Трава    | Стіна Альмсґрен  | Коллін Карні Белінда Кордвелл | 7–5, 7–5      |
| Поразка   | 5.   | 27 квітня 1986 | Гатфілд, Велика Британія | Тверде   | Катрін Єкселл    | Моніка Райнах Джой Тейкон     | 1–6, 7–5, 3–6 |
| Перемога  | 6.   | 19 січня 1987  | Стокгольм, Швеція        | Килим    | Катрін Єкселл    | Марія Страндлунд Юнна Юнеруп  | 6–2, 6–3      |